# Trzebień (powiat stargardzki)
Trzebień (niem. Lupoldsruh) – osada w Polsce położona w województwie zachodniopomorskim, w powiecie stargardzkim, w gminie Dolice, położona 4,5 km na północ od Dolic (siedziby gminy) i 15 km na południowy wschód od Stargardu (siedziby powiatu).
W latach 1975–1998 miejscowość położona była w województwie szczecińskim.
W odległości 2,5 km od osady w stronę Krępcewa znajduje się grób megalityczny z III tys. p.n.e. o trójkątnym zarysie, długości ok. 20 metrów.